# Widerstand von Zeytun 1895–1896
Der Zeytun-Aufstand oder Zweite Widerstand von Zeytun (armenisch Զեյթունի երկրորդ գոյամարտը Zeyt'uni yerkrord goyamartĕ) fand im Winter 1895/1896 während der Massaker unter Abdülhamid statt, als die Armenier in Zeytun (heute Süleymanlı) sich bewaffneten, um sich gegen die osmanischen Truppen zu verteidigen.
Bei dem von Oktober 1895 bis Januar 1896 stattfindenden Widerstand griffen die Kommandanten Ali Bey, Mustafa Remzi Pascha und Edhem Pascha an. Die Kommandanten der 1.500 bis 6.000 armenischen Fedajin waren Aghasi (Karapet Tur-Sargsian) und Ghazar Shovroian.

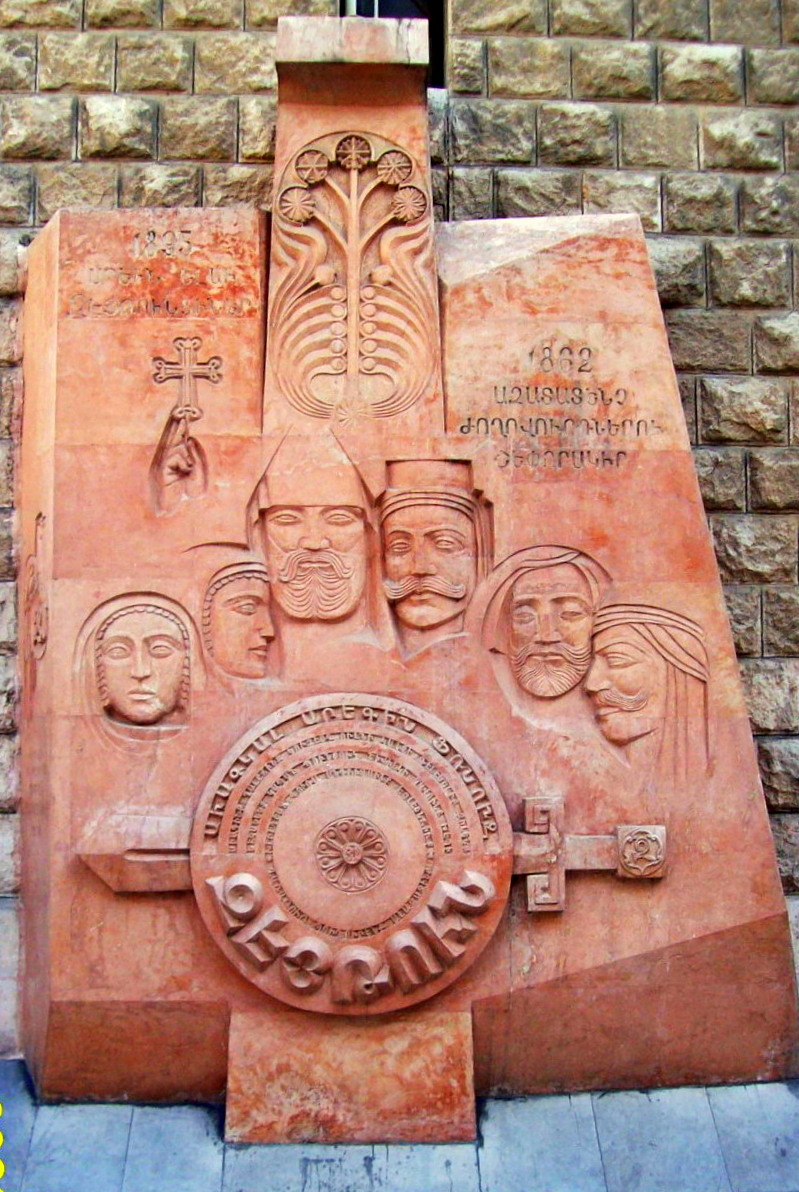
Monument für Zeytun (sowohl 1862 als auch 1895) an der Surp-Kework-Kirche in Aleppo, Syrien

## Hintergrund
Die Armenier von Zeytun hatten bis zum 19. Jahrhundert eine Periode hoher Autonomie im Osmanischen Reich genossen. In der ersten Hälfte des 19. Jahrhunderts entschied sich die osmanische Regierung dafür, diese Reichsregion unter engere Kontrolle zu bringen, und beabsichtigte, dies durch Ansiedlung von muslimischen Muhacir in den Dörfern um Zeytun zu erreichen. Diese Strategie erwies sich letztendlich als ineffektiv, und im Sommer 1862 sandten die Osmanen ein Militärkontingent aus 12.000 Mann nach Zeytun, um diese Gegend unter Regierungskontrolle zu bringen. Diese Einheit wurde allerdings durch die Armenier in Schach gehalten und durch französische Vermittlung wurde der Erste Widerstand von Zeytun zum Abschluss gebracht.
In den folgenden Jahrzehnten entschloss die osmanische Regierung sich, die Gegend durch die Provokation von Zeytuns Armeniern unter Kontrolle zu bringen: neu stationierte Regierungstruppen bedrohten die Bevölkerung und Aufrufe zu deren Massakrierung wurden von einer Reihe von Türken ausgegeben. Zwischen den Jahren 1891 und 1895 besuchten Aktivisten von der armenischen Sozialdemokratischen Hntschak-Partei die Region Kilikien und gründeten einen Zweig in Zeytun. Sie ermutigten die Armenier, gegen die Maßnahmen der osmanischen Regierung Widerstand zu leisten. Es war auch zu dieser Zeit, als der Herrscher des Osmanischen Reiches, Sultan Abdülhamid II., sich entschied, die einzige Hochburg der Autonomie auszumerzen.
Als der Gouverneur der Verwaltungseinheit des Amtes enthoben und durch Avni Bey ersetzt wurde, wurden am 24. Oktober 1895 von den osmanischen Behörden Befehle erteilt, mehrere armenische Dörfer nahe Zeytun schleifen zu lassen.

## Der Widerstand
Die armenischen Bürger von Zeytun, unter der Führerschaft der Huntschakistenpartei, hörten von den anhaltenden Massakern in den benachbarten Regionen und bereiteten sich daher auf bewaffneten Widerstand vor. Zwischen 1.500 und 6.000 Männer, bewaffnet mit Steinschloss- und Martini-Henry-Gewehren, wurden auf das Schlachtfeld gesandt, und sechzehn Armenier wurden auserwählt, während der Belagerung eine Verwaltungskörperschaft zu bilden. Gleichzeitig schickten die osmanischen Militärkommandeure ein Telegramm an Abdülhamid und berichteten, dass die Armenier einen Aufstand begonnen hätten und Massaker an Muslimen fortsetzten. Das osmanische 5. Armeekorps hatte einen überwältigenden zahlenmäßigen und technologischen Vorteil: die Einheit bestand aus 24 Bataillonen (20.000 Truppen), zwölf Kanonen, 8.000 Männer von der Zeibek-Division aus Smyrna und 30.000 kurdischen und tscherkessischen Freiwilligen.
Die Armenier begannen, die nahegelegene osmanische Garnison zu erobern, nahmen 600 osmanische Soldaten und Offiziere gefangen und stellten sie unter Beobachtung durch armenische Frauen. Die Gefangenen versuchten zu fliehen, doch sie scheiterten und wurden hingerichtet. Osmanische Truppen wurden wiederholt von den armenischen Fedajin besiegt. Während der Verhandlungen, die den Konflikt später beilegten, drückte ein osmanischer Militärkommandeur seine Bewunderung für Aghasi aus, einen der Anführer des Widerstandes, wegen der Schießkunst der Armenier.

## Ergebnis
Nach dem Einschreiten von sechs europäischen Mächten beendeten die Armenier von Zeytun ihren Widerstand. Den huntschakistischen Aktivisten wurde erlaubt, ins Exil zu gehen, die Steuerlast wurde gesenkt und ein christlicher Untergouverneur wurde ernannt. Wegen der niedrigen Temperaturen verhungerten Tausende von Türken und viele andere starben in Krankenhäusern an den im Kampf zugezogenen Wunden. Die Zahlenangaben über die Verluste schwanken stark, doch alle sind sich einig, dass die osmanischen Einheiten schwer litten. Das britische Konsulat berichtete am 6. Januar 1896, dass mindestens 5.000 getötet wurden, doch im gemeinsamen Bericht stieg die Zahl auf 10.000 an. Das österreichische Konsulat in Aleppo konstatierte, dass die Armenier allein in der letzten Schlacht 1.300 Türken getötet hätten. Der britische Konsul schätzte, dass militärische und zivile Opfer unter allen Armeniern sich der Zahl von 6.000 annäherte. Pierre Quillard, ein französischer Schriftsteller, schätzte, dass die osmanischen Verluste nicht weniger als 20.000 betrugen.
Die Armenier lebten in ihrem Heimatland in relativem Frieden bis zum Ersten Weltkrieg, als sie schließlich 1915 im Zuge des Völkermords an den Armeniern durch die Jungtürken aus Zeytun massakriert und deportiert wurden.